# لک‌آباد علیا
لک‌آباد علیا، روستایی است از توابع بخش کوهسار و در شهرستان سلماس استان آذربایجان غربی ایران.

## جمعیت
این روستا در دهستان چهریق قرار داشته و بر اساس سرشماری سال ۱۳۸۵ جمعیت آن ۹۷نفر (۱۴ خانوار) 
بوده است.